# المترهبن والمترهبنة

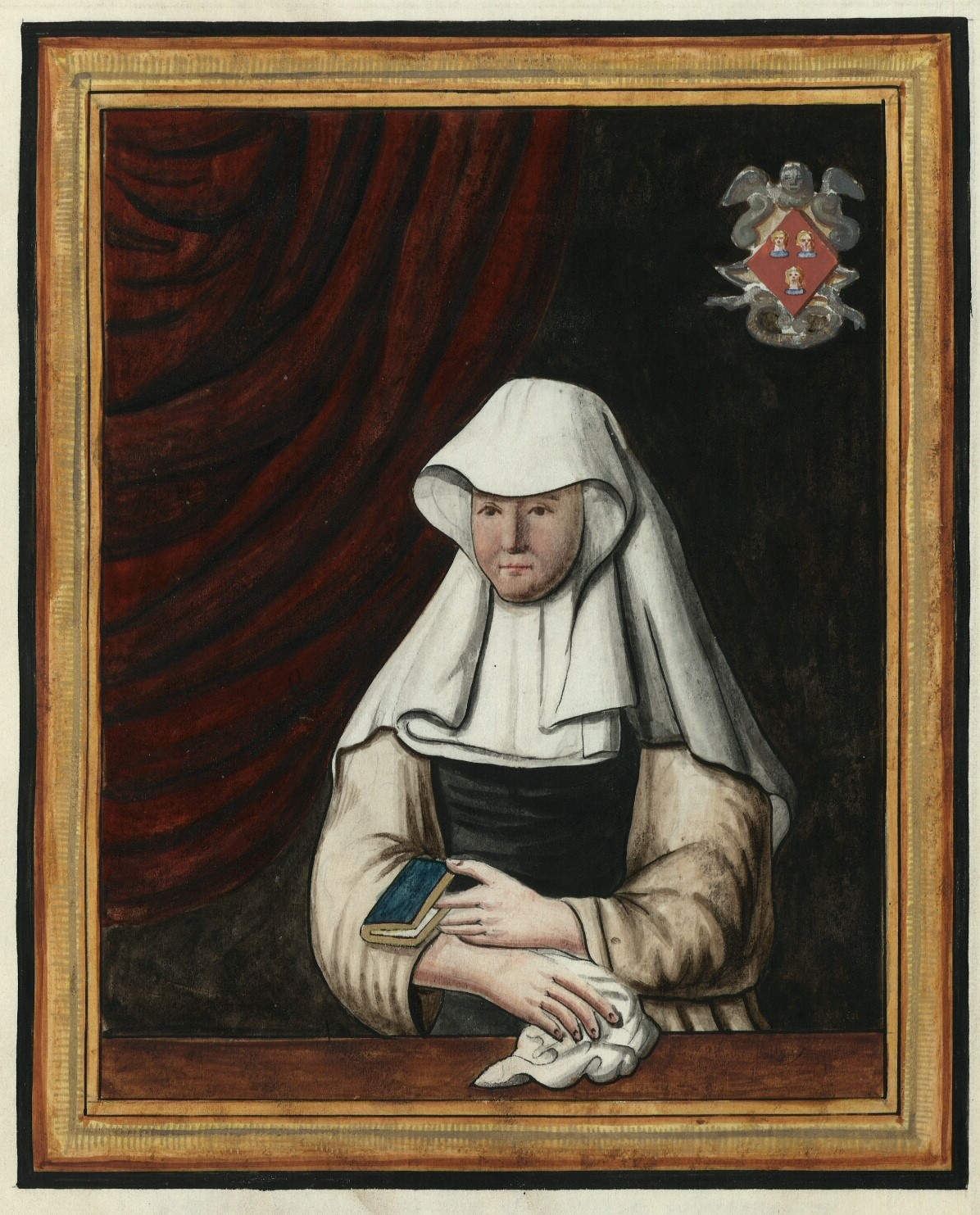
مترهبنة من غنت مقتطف من مخطوطة ترهبن سينت أَوبرتوس في غنت ق. 1840.

المترهبن والمترهبنة أو الناسكة والناسك دون عهد كانت مرتبة مسيحية شائعة بين عامة المؤمنين في أوروبا الغربية وخاصة في البلدان المنخفضة في القرنين الثالث عشر والسادس عشر. عاش أعضاؤها في مجتمعات شبه رهبانية لكنهم لم يأخذوا عهودًا دينية رسمية؛ على الرغم من أنهم وعدوا بعدم الزواج «طالما أنهم يعيشون مترهبنين»، على حد تعبير قاعدة الحياة المبكرة، كان لديهم الحرية في المغادرة في أي وقت. كان الترهبن جزءًا من حركة إحياء روحية أكبر في القرن الثالث عشر والتي شددت على تقليد حياة يسوع بالفقر الطوعي ورعاية الفقراء والمرضى والتفاني الديني.